# Veronica Privitera
Veronica Privitera (Catania, Italia, 30 de noviembre de 1988) es una exfutbolista italiana que se desempeñaba como delantera; actualmente es jugadora de fútbol sala y juega de pívot en el Real Grisignano C5.

## Trayectoria en el fútbol 11
Se formó en el Camaleonte, equipo femenino de la ciudad de Bronte (Catania), con el que jugó en tercera y segunda división. En 2011 fue transferida al Acese de la segunda división. En diciembre de 2012 fichó por el Napoli, con el que debutó en la Serie A el 22 de diciembre, en un partido contra la Lazio (4 a 1 para las napolitanas). Marcó su primer gol en la máxima división italiana el 23 de febrero contra el Torino, marcando el séptimo tanto del equipo azzurro.
Al término de la temporada 2012-13 volvió al Acese, donde permaneció dos años y contribuyó al ascenso a la Serie A en 2015. Sin embargo, como el club de Aci Sant'Antonio renunció a inscribirse en el torneo, Privitera se quedó libre y pudo firmar con el Pink Bari. En diciembre de 2016 se mudó a la Roma CF, su último equipo de fútbol 11.

## Clubes
| Club       | País   | Año         |
| ---------- | ------ | ----------- |
| Camaleonte | Italia | 2009 - 2011 |
| Acese      | Italia | 2011 - 2012 |
| Napoli     | Italia | 2012 - 2013 |
| Acese      | Italia | 2013 - 2015 |
| Pink Bari  | Italia | 2015 - 2016 |
| Roma CF    | Italia | 2016 - 2017 |

## Trayectoria en el fútbol sala
Su primer equipo de fútbol sala fue el Sporting Vittoria, al que se incorporó en 2016. La temporada siguiente, tras su adiós al fútbol 11, fichó por el Futsal Salinis de Margherita di Savoia. En la temporada 2018-19 volvió a Sicilia para jugar con el Futsal Ragusa, donde ganó el campeonato de Serie A2, la Copa Italia y el título de máxima goleadora. Desde 2019 es una jugadora del Real Grisignano C5.

## Clubes
| Club               | País   | Año         |
| ------------------ | ------ | ----------- |
| Sporting Vittoria  | Italia | 2016        |
| Futsal Salinis     | Italia | 2017 - 2018 |
| Futsal Ragusa      | Italia | 2018 - 2019 |
| Real Grisignano C5 | Italia | 2019 - act. |